# 치카 이케
치카 이케(Chika Ike, 1985년 11월 8일 ~ )는 나이지리아의 배우, 텔레비전 사회자, 사업가, 전직 모델이다.